# Otinotus doddi
Otinotus doddi är en insektsart som beskrevs av William Lucas Distant. Otinotus doddi ingår i släktet Otinotus och familjen hornstritar. Inga underarter finns listade i Catalogue of Life.